# 周曆長
周历长，字清熙，号汶湄，山东安丘人。清朝政治人物。

## 生平
明崇祯六年（1633）乡试中举。明亡仕清，顺治三年，登丙戌（1646年）中进士，授中书舍人，升任户部主事，累升户部郎中。因其父年高辞职归乡。